# Tephrina exospilata
Tephrina exospilata är en fjärilsart som beskrevs av Walker 1861. Tephrina exospilata ingår i släktet Tephrina och familjen mätare. Inga underarter finns listade i Catalogue of Life.